# Чавкин, Николай Анатольевич
Никола́й Анато́льевич Ча́вкин (род. 24 апреля 1984, Ашхабад, Туркменская ССР, СССР) — российский легкоатлет, специализирующийся в беге на 3000 метров с препятствиями. Участник летних Олимпийских игр 2012 года. 4-кратный чемпион России. Рекордсмен России в беге на 2000 метров с препятствиями. Мастер спорта России международного класса.

## Биография
Детство провёл в Ашхабаде, где сначала занимался в секции карате, а после перешёл в лёгкую атлетику. Вскоре после распада Советского Союза его семья перебралась в Оренбургскую область. Здесь прошёл начальный этап беговой карьеры Николая, во время которого он тренировался под руководством Саита Кирамова и выступал в беге на 800 и 1500 метров. В 2006 году переехал в Москву, сменив тренера. Новым наставником Николая стал Михаил Монастырский.
В 2008 году дважды выиграл чемпионат страны в кроссе: весеннее первенство на 4 км и осеннее на дистанции 10 км. Следующие два сезона также оказывался на пьедестале кроссовых соревнований, однако отсутствие серьёзного прогресса на основной дистанции 1500 метров вынудило его сменить специализацию.
В 2011 году впервые пробежал 3000 метров с препятствиями и сразу вошёл в число сильнейших легкоатлетов страны в этой дисциплине. На мемориале братьев Знаменских он занял 8-е место (третье среди россиян) со временем 8.29,71. Меньше чем через на чемпионате России занял третье место с личным рекордом 8.26,78 предоставило возможность выступить на Универсиаде в китайском Шэньчжэне. Итоговый результат на студенческих играх — 4-е место (8.35,10).
В следующем году на чемпионате страны, отборочном на Олимпийские игры, одержал уверенную победу, выполнил олимпийский норматив и был включён в состав сборной. Лондонские Игры закончились для Чавкина на стадии предварительных забегов: по сумме результатов всех участников он стал 22-м (8.29,72).
В 2013 году занял 4-е место на командном чемпионате Европы в британском Гейтсхеде, принёс команде 9 зачётных очков и внёс свой вклад в итоговую победу сборной России.
Сезон 2014 года начал в январе с дебюта на марафоне в Хьюстоне (2:14.02). В июне стал третьим на командном чемпионате Европы в своей дисциплине и серебряным призёром в составе сборной. Спустя месяц на мемориале Владимира Куца в Москве установил новый рекорд России на редко проводимой дистанции 2000 метров с препятствиями — 5.26,85 (прежнее достижение продержалось с 1990 года). 
Вторая победа на чемпионатах России в стипль-чезе была одержана в том же 2014 году в Казани. Благодаря этому титулу Чавкин поехал на европейское первенство в Цюрихе, где занял 14-е место в финале.
В 2009 году закончил Московский государственный технический университет гражданской авиации по специальности «Связи с общественностью».
Выступает за спортивное общество «Динамо».

## Дисквалификация
В 2024 году Чавкин признан виновным в нарушении антидопинговых правил и дисквалифицирован на 2,5 года. Расследование нарушения антидопинговых правил велось в рамках дела о базе данных Московской антидопинговой лаборатории.

## Основные результаты
| Год  | Турнир                     | Место проведения         | Дисциплина  | Место       | Результат |
| ---- | -------------------------- | ------------------------ | ----------- | ----------- | --------- |
| 2008 | Чемпионат России по кроссу | Жуковский, Россия        | кросс 4 км  | 1-е         | 11.21     |
| 2008 | Чемпионат России по кроссу | Оренбург, Россия         | кросс 10 км | 1-е         | 30.04     |
| 2008 | Чемпионат Европы по кроссу | Брюссель, Бельгия        | кросс 10 км | 48-е        | 32.42     |
| 2009 | Чемпионат России по кроссу | Жуковский, Россия        | кросс 4 км  | 3-е         | 11.23     |
| 2010 | Чемпионат России           | Саранск, Россия          | 1500 м      | 8-е         | 3.49,30   |
| 2010 | Чемпионат России по кроссу | Оренбург, Россия         | кросс 10 км | 3-е         | 30.42     |
| 2010 | Чемпионат Европы по кроссу | Албуфейра, Португалия    | кросс 10 км | 30-е        | 30.10     |
| 2011 | Чемпионат России           | Чебоксары, Россия        | 3000 м с/п  | 3-е         | 8.26,78   |
| 2011 | Универсиада                | Шэньчжэнь, Китай         | 3000 м с/п  | 4-е         | 8.35,10   |
| 2011 | DecaNation                 | Ницца, Франция           | 3000 м с/п  | 1-е         | 8.26,03   |
| 2012 | Чемпионат России           | Чебоксары, Россия        | 3000 м с/п  | 1-е         | 8.26,38   |
| 2012 | Олимпийские игры           | Лондон, Великобритания   | 3000 м с/п  | 22-е (заб.) | 8.29,72   |
| 2012 | Мемориал Ван-Дамма         | Брюссель, Бельгия        | 3000 м с/п  | 10-е        | 8.22,81   |
| 2013 | Командный чемпионат Европы | Гейтсхед, Великобритания | 3000 м с/п  | 4-е         | 8.44,54   |
| 2013 | Чемпионат России           | Москва, Россия           | 3000 м с/п  | 2-е         | 8.31,84   |
| 2014 | Хьюстонский марафон        | Хьюстон, США             | марафон     | 9-е         | 2:14.02   |
| 2014 | Командный чемпионат Европы | Брауншвейг, Германия     | 3000 м с/п  | 3-е         | 8.30,61   |
| 2014 | Чемпионат России           | Казань, Россия           | 3000 м с/п  | 1-е         | 8.25,59   |
| 2014 | Чемпионат Европы           | Цюрих, Швейцария         | 3000 м с/п  | 14-е        | 8.45,70   |